# Análise crítica
Análise crítica, também chamada de Review, trata-se de um estudo (uma avaliação) geral de um determinado setor, projeto, produto, serviço, processo ou informação com relação a requisitos pré-estabelecidos, tendo como objetivo a identificação de problemas, visando a solução dos mesmos.
Existem diversos tipos de análise crítica. Os principais serão abordados a seguir:

## Tipos de análise crítica

### Análise crítica de contrato
É a avaliação feita pelo fornecedor (atividades sistemáticas), antes da assinatura de algum contrato, para garantir que os requisitos para a qualidade estejam definidos de maneira clara e adequada, sem existir ambiguidade, que estejam documentados e que possam ser atendidos pelo respectivo fornecedor.

### Análise crítica de projeto
É o estudo sistemático e completo de um determinado projeto, tendo como objetivo avaliar sua capacidade de atender os requisitos para a qualidade, identificando problemas que possam existir e propondo soluções massa para os mesmos.

### Análise crítica de requisitos
Reunião ou processo no qual os requisitos para um sistema, itens de hardware ou software são apresentados para as pessoas envolvidas (desenvolvedores, direção, coordenadores, usuários, clientes etc.) ou interpretadas, tendo como objetivo analisa-los e aprova-los.